# Пјаца Кадути (Бергамо)
Пјаца Кадути је насеље у Италији у округу Бергамо, региону Ломбардија.
Према процени из 2011. у насељу је живело 3541 становника. Насеље се налази на надморској висини од 280 м.